# Мерфи, Ричард
Ричард Фредерик «Дик» Мерфи (англ. Richard Frederick "Dick" Murphy; 14 ноября 1931, Haddon Township, Нью-Джерси — 8 августа 2023) — американский гребец, выступавший за сборную США по академической гребле в начале 1950-х годов. Чемпион летних Олимпийских игр в Хельсинки, победитель и призёр регат национального значения. Офицер Военно-морских сил США.

## Биография
Ричард Мерфи родился 14 ноября 1931 года в штате Нью-Джерси.
Занимался академической греблей во время учёбы в Военно-морской академии США в Аннаполисе, состоял в местной гребной команде, неоднократно принимал участие в различных студенческих регатах, в частности в восьмёрках побеждал на чемпионате Межуниверситетской гребной ассоциации (IRA) и в традиционной регате «Восточные спринты» (Eastern Sprints).
Наивысшего успеха в гребле на международном уровне добился в сезоне 1952 года, когда вошёл в основной состав американской национальной сборной и благодаря череде удачных выступлений удостоился права защищать честь страны на летних Олимпийских играх в Хельсинки. В составе экипажа-восьмёрки в финале обошёл всех своих соперников, в том числе более чем на пять секунд опередил ближайших преследователей из Советского Союза, и тем самым завоевал золотую олимпийскую медаль.
В 1954 году окончил Военно-морскую академию и затем некоторое время служил офицером на флоте. Уволился в звании старшего лейтенанта.